# Barão da Parnaíba
Barão da Parnaíba é um título nobiliárquico brasileiro criado por D. Pedro I do Brasil, por decreto de 12 de outubro de 1825, a favor de Manuel de Sousa Martins.
Titulares
1. Manuel de Sousa Martins – primeiro visconde com grandeza da Parnaíba;[1]
2. Antônio de Queirós Teles – segundo visconde com grandeza e único conde da Parnaíba.